# Liste des cours d'eau de la Guadeloupe
Cet article présente une liste des cours d'eau de la Guadeloupe classés par îles et par ordre alphabétique ainsi que par longueur.

## Cours d'eau classés par îles
La majorité des cours d'eau se situe sur l'île de Basse-Terre, à l'exception de deux rivières situées sur l'île de Grande-Terre ainsi que de deux autres cours d'eau situées sur l'île de Marie-Galante. Cependant, de nombreuses ravines, qui constitue de petits cours d'eau à flux intermittents, sont présents sur la Grande-Terre et Marie-Galante mais également sur La Désirade, et quelques une sont même situées sur les îles des Saintes. 

### Basse-Terre
- Rivière de Baille-Argent
- Rivière du Baillif
- Rivière Balcome
- Rivière du Bananier
- Baraguet
- Rivière de Beaugendre
- Rivière Bébel
- Rivière Bourceau
- Rivière Bras-David
- Caillou
- Rivière Cassis
- Rivière du Coin
- Rivière Colas
- Canal du Comté
- Rivière Corossol
- Deuxième Bras du Tambour
- Rivière aux écrevisses
- Petite Rivière
- Rivière Ferry
- Galion
- Petite Rivière à Goyave
- Rivière du Grand Carbet
- Rivière Grande Anse
- Rivière Grande Plaine
- Grande Rivière à Goyaves
- Grand Canal
- La Grande Rivière
- Rivière Grosse Corde
- Grande Rivière de la Capesterre
- Grande Rivière des Vieux-Habitants
- Rivière aux Herbes
- Rivière Houaromand
- Rivière l'Ilet
- Rivière Bois Bananes
- Rivière Bras de Sable
- Rivière du Lamentin

- Canal Lepelletier
- Canal de la Lézarde
- Lézarde
- Rivière Lostau
- La Rate
- Rivière Deshaies
- Rivière Macaque
- Rivière Madame
- Rivière Madéclair
- Rivière Maillard
- Rivière Mitan
- Rivière Ziotte
- Rivière Mahault
- Rivière Maleville
- Rivière Moreau
- Rivière Moustique (Petit-Bourg)
- Rivière Moustique (Sainte-Rose)
- Rivière de Nogent
- Rivière Noire
- Rivière la Palmiste
- Rivière des Pères
- Rivière la Perle
- Rivière du Pérou
- Petit Canal
- Rivière du Petit Carbet
- Rivière Petit David
- Rivière Petite Plaine
- Petite Rivière de la Capesterre
- Rivière du Plessis
- Rivière de la Ramée
- Rivière de Bouillante
- Rivière Mahaut
- Rivière la Rose
- Rivière Saint-Denis
- Rivière de Sainte-Marie
- Rivière Saint-Sauveur
- Rivière Salée (Sainte-Rose)
- Rivière la Sarcelle
- Rivière Sens
- Rivière le Tambour
- Rivière du Trou au Chien
- Rivière Viard

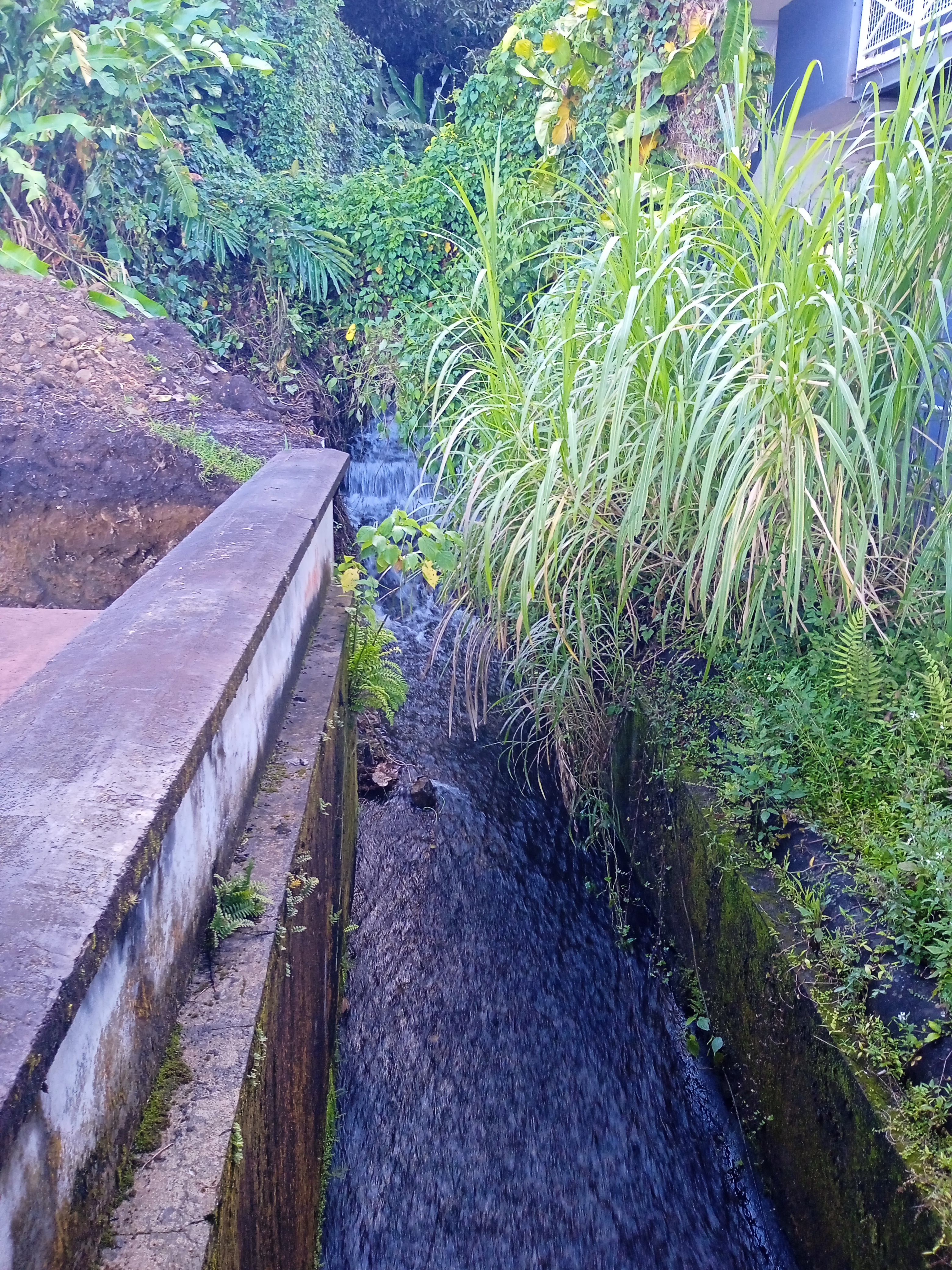
Canal Lepelletier

- Rivière du Vieux-Fort (Basse-Terre)
- Rivière Vinty

#### Ravines

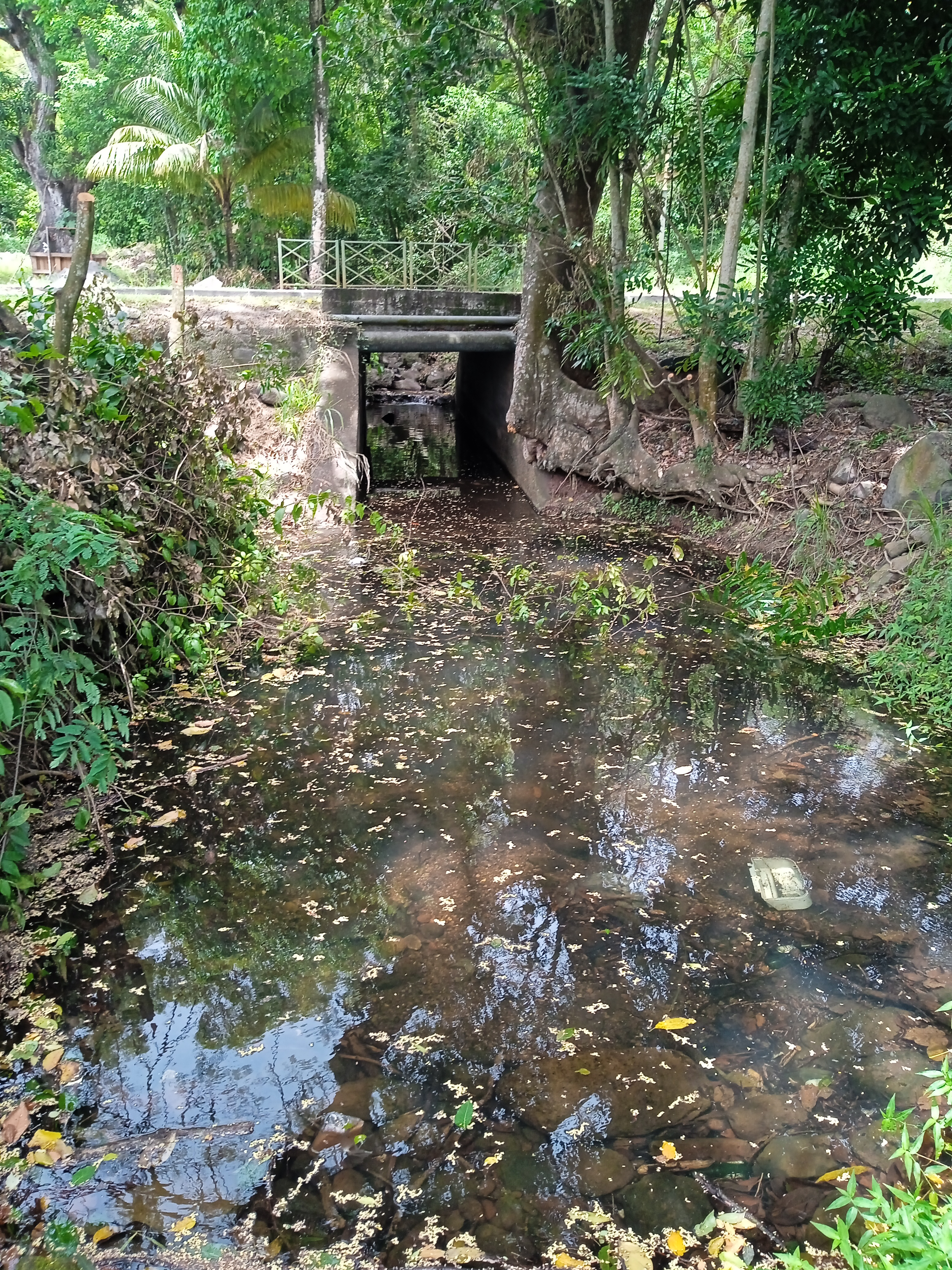
Ravine Bel-Air à Vieux-Habitants.

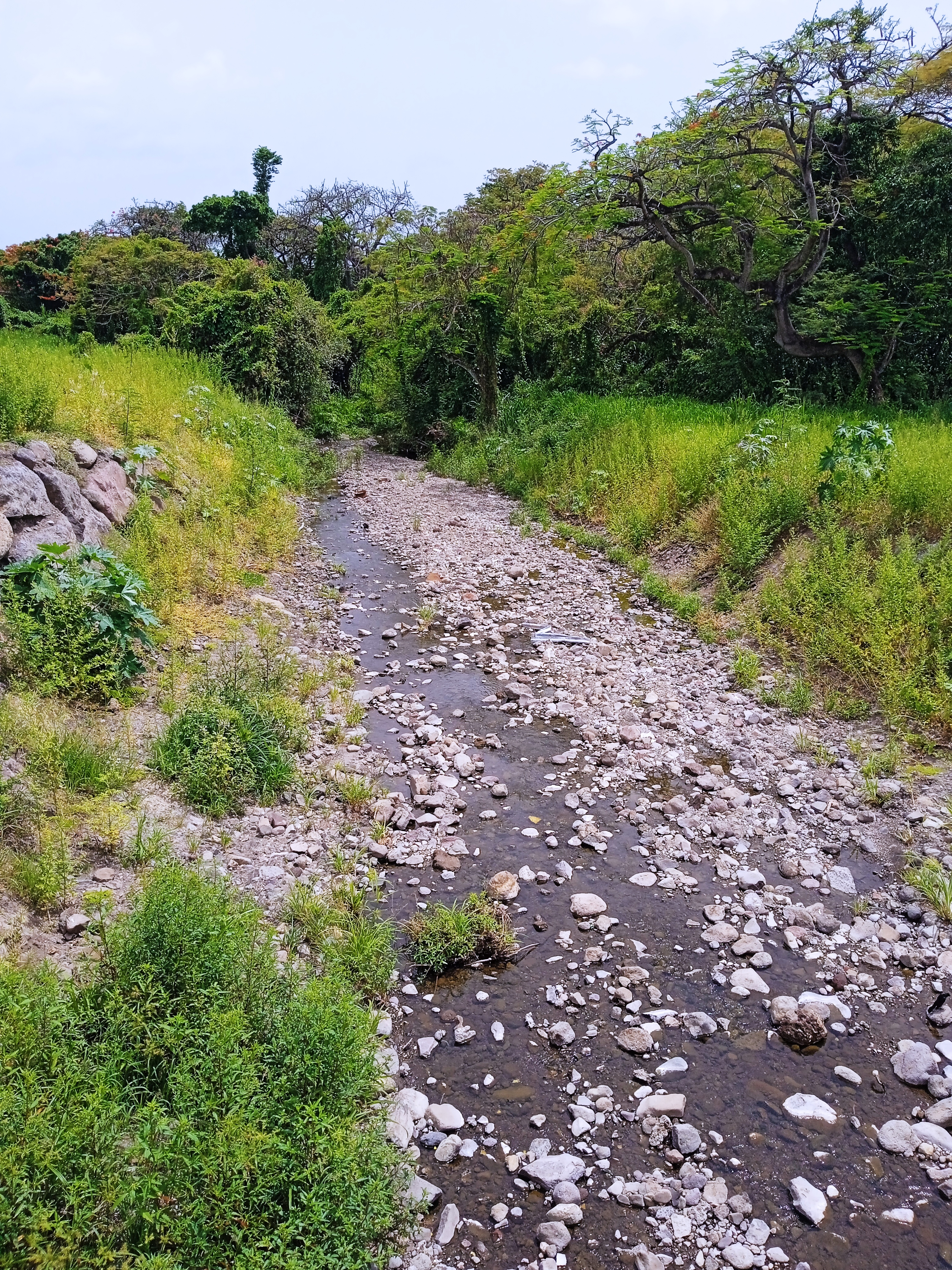
Ravine Géry (Vieux-Habitants)

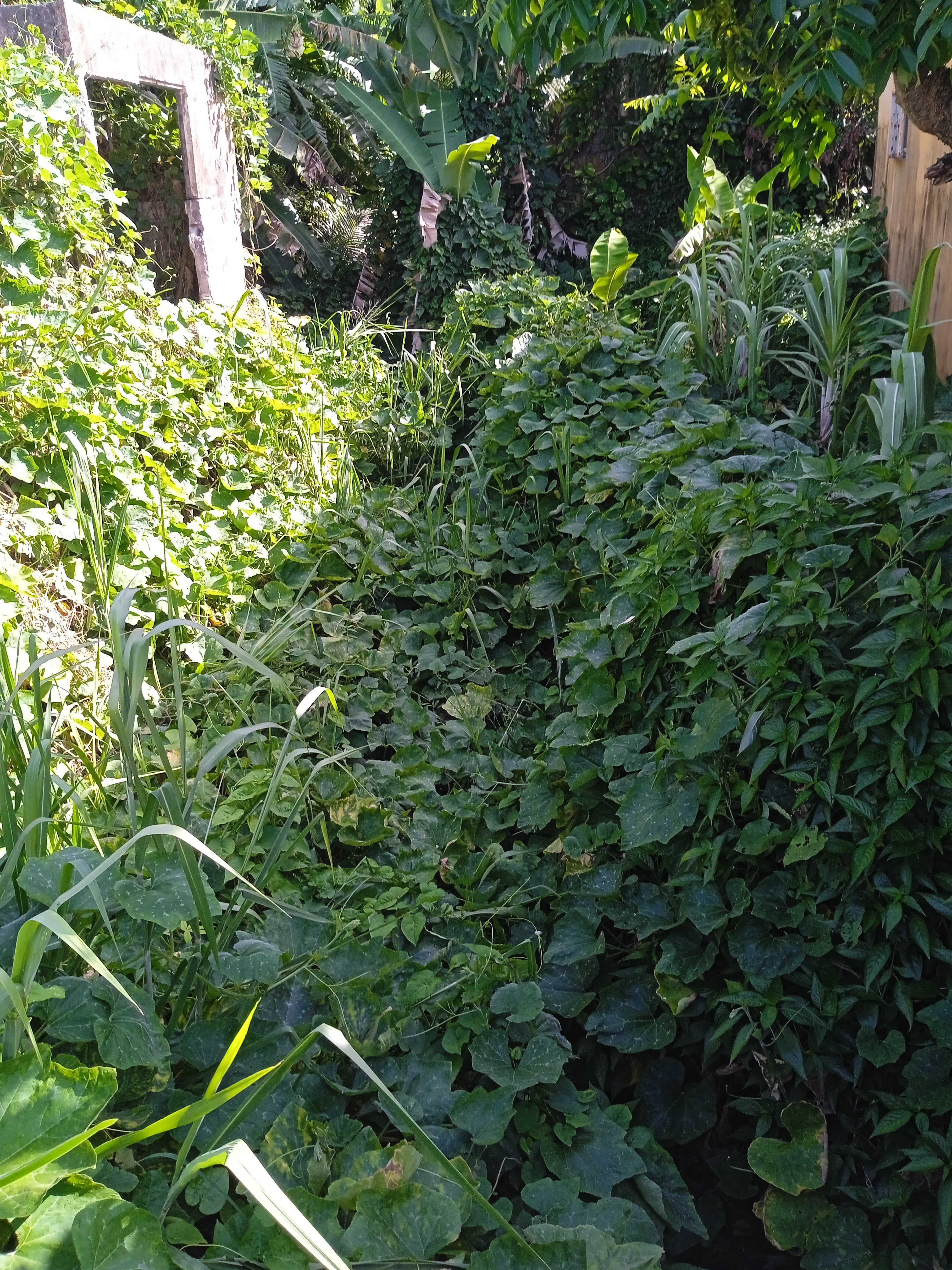
Ravine de Sainte-Rose

- Ravine Amic
- Ravine Argette
- Ravine Auphrant
- Ravine aux Avocats
- Ravine des Bains Jaunes
- Ravine Bambou
- Ravine Bel Air

- Ravine Bergette
- Ravine Bernardine
- Ravine Besnard
- Ravine Bisdary
- Ravine Blanche
- Ravine Bogand
- Ravine des Bois
- Ravine Bois Blanc
- Ravine Boisneuf
- Ravine Borrome
- Ravine Boudoute
- Ravine Bouteiller
- Ravine Caféière
- Ravine Calée
- Ravine du Carénage
- Ravine Cascador
- Ravine Castagnette
- Ravine Chaude
- Ravine Cheval
- Ravine Clane
- Ravine de la Citerne
- Ravine Cochon
- Ravine Colombier
- Ravine Comor
- Ravine Corp de Garde
- Ravine des Corsaires
- Ravine Creuse
- Ravine Dauriae
- Ravine Déjeuner
- Ravine Deux Bras
- Ravine Dugommier
- Ravine Dundée
- Ravine Duquerry
- Ravine aux Ecrevisses
- Ravine Espérance
- Ravine Favard
- Ravine Ferré
- Fond Bart
- Fond Colmar
- Fond Goro
- Fond Isidore
- Fond Loudou
- Ravine Figuier
- Ravine Galette
- Ravine Géry

- Ravine Giromon
- Ravine Gobain
- Ravine Gory
- Ravine Gourde Liane
- Ravine Grand Boucan
- Ravine Grand Boucar
- La Grande Ravine
- Grande Ravine
- Ravine Gras
- Ravine Grossou
- Ravine Guy Balaou
- Ravine Icaque
- Ravine l'Ilet
- Ravine Jean Bourgeois
- Ravine Jean Pierre
- Ravine Lagrange
- Ravine du Lion
- Ravine Longueteau
- Ravine Madame Toussain
- Ravine Mangle
- Ravine Michot
- Ravine Marchand
- Ravine du Marquis
- Ravine Méhot
- Ravine Monchape
- Ravine de Onze Heures
- Ravine Pagésy
- Ravine Pauline
- Ravine Pendard
- Ravine Petite Briqueterie
- Ravine Pont
- Ravine Poules
- Ravine Racoon
- Ravine Roche
- Ravine de Rocroy
- Ravine Rouge
- Ravine la Ruse
- Ravine de Sainte-Rose

- Ravine Salée
- La Ravine
- Ravine Saint-Gérault
- Ravine Saint-Nicolas
- Ravine Saint-Paul
- Ravine Sans Nom
- Ravine Sèche
- Ravine Séguy
- Ravine Tanis
- Ravine Tarare
- Ravine Tonnelle
- Ravine Torvette
- Ravine Toucoucou

### La Désirade
- Ravine Abymes
- Ravine César
- Ravine Charles
- Ravine Cybèle
- Ravine Fortonque
- Ravine Glaude
- Grande Ravine
- Ravine Madère
- Ravine à Maitre Pierre
- Ravine Midi
- Ravine à Moko
- Ravine d'Or
- La Rivière
- Ravine Rouille
- Ravine Tonou
- Ravince à Vache
- Ravine Vallon
- Ravine Zombi

### Grande-Terre
- Rivière de l'Anse à la Barque
- Rivière d'Audoin
- Canal de Belle Plaine
- Canal Decostières
- Canal de Pinette
- Canal de Perrin
- Canal Renard
- Canal des Rotours

#### Ravines
- Ravine de l'Anse
- Ravine Bacadore
- Ravine la Barque
- Ravine Beauvoisin
- Ravine Benoit
- Ravine Bombo
- Ravine Camier
- Ravine Cangoulou
- Ravine Cassis
- Ravine Celcourt
- Ravine du Chene
- Ravine des Coudes
- Ravine Deville
- Ravine Gardel
- Ravine Gaschet
- Ravine Guery
- Ravine Négresse
- Ravine du Nord-Ouest
- Ravine Petit Nègre
- Ravine de Portland
- La Ravine
- Ravine Romain
- Ravine Sablée
- Ravine Saragotte
- Ravine de la Vidange
- Ravine Zénon

### Marie-Galante
- Rivière de Saint-Louis
- Rivière du Vieux-Fort (Marie-Galante)

#### Ravines
- Ravine Bambara
- Coulée Barreau
- Ravine Bernardo
- Ravine Blanchard
- Ravine Bois d'Inde
- Ravine Bonnet
- Ravine Camp
- Ravine des Caps
- Ravine Carambole
- Ravine des Cayes
- Coulée Cobelet
- Ravine David
- Ravine Débarcadère
- Ravine Desruisseaux
- Coulée Gagaeron
- Ravine Grand Canot
- Grande Ravine
- Ravine Grand Jacques
- Ravine Jean-Baptiste
- Ravine Jeannot
- Ravine Montagne
- Ravine Moringlane
- Ravine Morisset
- Ravine Murat
- Coulée Ouliée
- La Petite Ravine
- Ravine Petit Frère
- Coulée Photion
- Ravine Pompière
- Ravine Port-Louis
- Ravine Potens
- Coulée Sainte-Croix
- Ravine Sarde
- Ravine Soudard
- Ravine Varin

### Les Saintes

#### Terre-de-Bas
- Ravine Caraïbe
- Grande Ravine
- Ravine à Grand Fond

## Cours d'eau classés par longueur
| Cours d'eau                           | Embouchure                       | Longueur (km) |
| ------------------------------------- | -------------------------------- | ------------- |
| Grande Rivière à Goyaves              | Mer des Caraïbes                 | 38,7          |
| La Lézarde                            | Mer des Caraïbes                 | 24,8          |
| Ravine Gaschet                        | Mer des Caraïbes                 | 19,2          |
| Grande Rivière des Vieux-Habitants    | Mer des Caraïbes                 | 18,9          |
| Rivière Moustique (Sainte-Rose)       | Mer des Caraïbes                 | 18,1          |
| Grande Rivière de la Capesterre       | Mer des Caraïbes                 | 18,0          |
| Rivière Moustique (Petit-Bourg)       | Mer des Caraïbes                 | 17,4          |
| Rivière de Saint-Louis                | Mer des Caraïbes                 | 17,3          |
| Ravine Bacadore                       | Rivière Salée (Mer des Caraïbes) | 15,9          |
| Rivière la Rose                       | Mer des Caraïbes                 | 15,3          |
| Petite Rivière à Goyave               | Mer des Caraïbes                 | 14,9          |
| Rivière Bras de Sable                 | Grande Rivière à Goyaves         | 14,5          |
| Rivière Bras-David                    | Grande Rivière à Goyaves         | 13,8          |
| Rivière du Grand Carbet               | Mer des Caraïbes                 | 13,5          |
| Rivière Mahault                       | Mer des Caraïbes                 | 13,5          |
| Rivière du Pérou                      | Grande Rivière de la Capesterre  | 12,9          |
| Rivière de la Ramée                   | Mer des Caraïbes                 | 12,6          |
| Rivière Houaromand                    | Rivière Salée (Mer des Caraïbes) | 12,1          |
| Le Galion                             | Mer des Caraïbes                 | 11,8          |
| Rivière de Nogent                     | Mer des Caraïbes                 | 11,8          |
| Rivière Corossol                      | Rivière Bras-David               | 11,4          |
| Rivière d'Audoin                      | Mer des Caraïbes                 | 11,4          |
| Rivière du Vieux-Fort (Marie-Galante) | Mer des Caraïbes                 | 11,2          |
| Rivière de Sainte-Marie               | Mer des Caraïbes                 | 11,1          |
| Rivière Salée (Sainte-Rose)           | Mer des Caraïbes                 | 10,4          |
| Rivière Moreau                        | Petite Rivière à Goyave          | 10,0          |
| Rivière des Pères                     | Mer des Caraïbes                 | 9,9           |
| Rivière la Palmiste                   | Rivière Moustique (Petit-Bourg)  | 9,9           |
| Rivière de Beaugendre                 | Mer des Caraïbes                 | 9,7           |
| Rivière du Petit Carbet               | Mer des Caraïbes                 | 9,0           |
| Rivière Grande Anse                   | Mer des Caraïbes                 | 8,9           |
| Rivière du Plessis                    | Mer des Caraïbes                 | 8,8           |
| Rivière du Lamentin                   | Mer des Caraïbes                 | 8,6           |
| Ravine Gardel                         | Rivière d'Audoin                 | 8,4           |
| Rivière Lostau                        | Mer des Caraïbes                 | 8,1           |
| Rivière la Sarcelle                   | Mer des Caraïbes                 | 8,1           |
| Rivière Grande Plaine                 | Mer des Caraïbes                 | 8,0           |
| Rivière du Baillif                    | Mer des Caraïbes                 | 7,8           |
| Rivière Petite Plaine                 | Mer des Caraïbes                 | 7,5           |
| Rivière du Trou au Chien              | Mer des Caraïbes                 | 7,4           |
| Rivière du Bananier                   | Mer des Caraïbes                 | 7,3           |
| Rivière Saint-Denis                   | Mer des Caraïbes                 | 7,2           |
| Rivière Bourceau                      | Mer des Caraïbes                 | 6,9           |
| Rivière du Coin                       | Mer des Caraïbes                 | 6,9           |
| Rivière de Baille-Argent              | Mer des Caraïbes                 | 6,7           |
| Rivière du Vieux-Fort                 | Mer des Caraïbes                 | 6,7           |
| Rivière Bois Bananes                  | Rivière Bras de Sable            | 6,3           |
| Rivière aux Herbes                    | Mer des Caraïbes                 | 6,3           |
| Rivière Ferry                         | Mer des Caraïbes                 | 5,5           |
| Rivière Madame                        | Mer des Caraïbes                 | 5,3           |
| Rivière Sens                          | Mer des Caraïbes                 | 5,1           |
| Rivière Deshaies                      | Mer des Caraïbes                 | 4,7           |
| Petite Rivière de la Capesterre       | Grande Rivière de la Capesterre  | 4             |
| Ravine Figuier                        | Mer des Caraïbes                 | 4             |
| Rivière Mahaut                        | Mer des Caraïbes                 | 4             |
| Ravine du Nord-Ouest                  | Mer des Caraïbes                 | 4             |
| Rivière Ziotte                        | Mer des Caraïbes                 | 4             |
| Rivière Colas                         | Mer des Caraïbes                 | 3,7           |
| Ravine Ferré                          | Mer des Caraïbes                 | 3,5           |
| Petite Rivière                        | Mer des Caraïbes                 | 3,5           |
| Rivière Maleville                     | Mer des Caraïbes                 | 3,5           |
| Ravine du Marquis                     | Mer des Caraïbes                 | 3,5           |
| Rivière de Bouillante                 | Mer des Caraïbes                 | 3             |
| Rivière Mitan                         | Mer des Caraïbes                 | 3             |
| Ravine Salée                          | Mer des Caraïbes                 | 3             |
| La Rate                               | Mer des Caraïbes                 | 2,3           |
| Baraguet                              | L'Îlet                           | 2,2           |
| Rivière aux écrevisses                | Rivière Corossol                 | 2             |

## Canaux
| Canal                 | Embouchure       | Longueur (km) |
| --------------------- | ---------------- | ------------- |
| Canal de Belle Plaine | Mer des Caraïbes | 3,3           |
| Canal du Comté        | Mer des Caraïbes |               |
| Canal Decostières     | Mer des Caraïbes |               |
| Grand Canal           | Mer des Caraïbes |               |
| Canal Lepelletier     | Mer des Caraïbes | 2             |
| Canal de la Lézarde   | Mer des Caraïbes | 4,7           |
| Canal de Perrin       | Mer des Caraïbes | 2,5           |
| Petit Canal           | Grand Canal      |               |
| Canal de Pinette      | Mer des Caraïbes |               |
| Canal Renard          | Mer des Caraïbes | 1,1           |
| Canal des Rotours     | Mer des Caraïbes | 6             |